# Rue de l'Ouest
Pour l’article homonyme, voir Rue de l'Ouest (Toulouse).
La rue de l'Ouest est une rue du 14e arrondissement de Paris, en France, proche de la gare de Paris-Montparnasse (gare reliant justement l'ouest de la France).

## Situation et accès

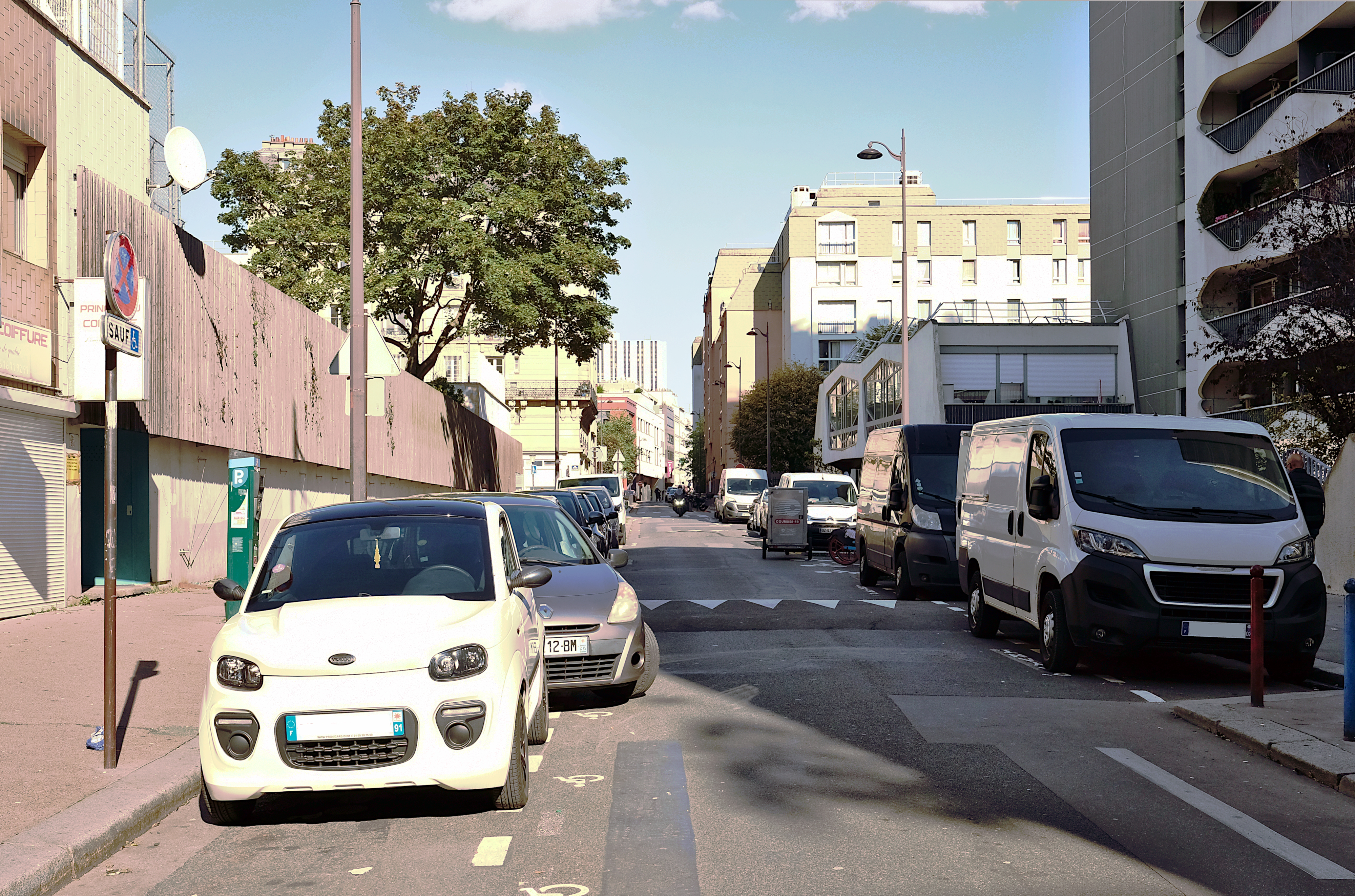
Rue de l'Ouest en 2024.

La rue de l'Ouest suit une direction globale nord-est/sud-ouest de façon assez rectiligne. Elle traverse un quartier réaménagé dans les années 1970, la zone d'aménagement Guilleminot-Vercingétorix.
La numérotation des bâtiments débute au nord-est de la rue de l'Ouest, à partir de l'avenue du Maine ; les numéros impairs 1 bis à 147 et pairs 2 à 134 sont utilisés.
La rue de l'Ouest est desservie par les stations Gaîté (au début, sur l'avenue du Maine), Pernety (vers le milieu) et Plaisance (à la fin).

## Origine du nom
Son voisinage avec la gare Montparnasse, qui dessert l'ouest de la France et qui s'appelait anciennement gare de l'Ouest, lui a fait donner son nom.

## Historique
Avant l'extension de Paris en 1860, cette rue faisait partie de la commune de Vaugirard et était l'ancienne rue principale du hameau de Plaisance.
Après l'annexion de cette commune par Paris il y eut, de 1860 à 1868, deux rues de l'Ouest qu'il convient de ne pas confondre.  
Une partie de la voie délimite la ZAC Guilleminot-Vercingétorix.

### L'ancienne rue de l'Ouest (quartier du Luxembourg)
L'ancienne rue de l'Ouest a été percée sous le Consulat dans l'ancien 11e arrondissement de Paris, quartier du Luxembourg.
Ouverte en 1803, elle tenait son nom de sa situation par rapport au jardin du Luxembourg et de la pépinière établie à l'emplacement de l'ancien enclos des Chartreux, et par opposition à l'ancienne rue de l'Est (actuel boulevard Saint-Michel) qui bordait ce terrain sur sa limite orientale. Située dans le prolongement de la rue d'Assas, elle fusionna avec celle-ci en 1868.

## Voies rencontrées
La rue de l'Ouest rencontre les voies suivantes, dans l'ordre des numéros croissants (« g » indique que la rue se situe à gauche, « d » à droite) :
- avenue du Maine
- rue Jean-Zay (d)
- rue Lebouis (g)
- rue Jules-Guesde
- rue du Texel
- rue du Château
- rue Guilleminot (d)
- rue Niepce (g)
- rue Pernety
- rue Desprez (d)
- rue Francis-de-Pressensé (g)
- rue de Gergovie
- rue du Moulin-de-la-Vierge
- rue d'Alésia

## Bâtiments remarquables, et lieux de mémoire
- No 6 : (ancienne numérotation) de 1909 à 1910, l'artiste-peintre galloise Gwen John (1876-1939) loge dans une maison portant ce numéro avant sa disparition au début des années 1970 dans l'opération d'aménagement de la ZAC Jean-Zay. Elle s'installe à Meudon en 1910, mais conserve ce logement comme atelier jusqu'en 1918[2]
- No 17 : emplacement de « La Mandragore » (1960), première librairie ouverte par le graveur, dessinateur et peintre François Béalu (1932-2020).
- No 23 : c'est après cette porte cochère que Denis Lavant commence sa course dansée, accompagné par la chanson Modern Love de David Bowie, dans le film Mauvais sang de Leos Carax. L'acteur remonte la rue en coupant successivement les rues Jules-Guesde et du Texel.

« La scène de la course est arrivée à mi-tournage, on devait être à la fin de l’automne 85. J’avais peur de manquer de souffle, d’autant qu’on fumait cigarette sur cigarette pour cacher la buée : encore un film censé se passer en pleine canicule, qu’on a tourné par grand froid ! On a tourné la scène rue de l’Ouest, près de la gare Montparnasse, une rue qui a été entièrement refaite depuis mais qui était telle quelle, les palissades retravaillées par la déco. »

— Denis Lavant, « Denis Lavant, Christophe Honoré, Barbara Carlotti… : leur Bowie à eux », Télérama, 6 mars 2013.
- No 32 : en 1882, Paul Cézanne (1839-1906) disposait d'un appartement à cette adresse[3] ;
- No 40 : Charles Garnier a vécu à cette  adresse, en 1840[4];
- No 44 : Jules Michelet et Paul Léautaud ont vécu à cette adresse, en 1860[4];
- Au no 75 a vécu Armand Queval (1866-1932) sculpteur et mouleur-statuaire de 1891 à 1894 ;
- No 95 : temple protestant de Montparnasse-Plaisance, inauguré en 1879 et membre de l'Église protestante unie de France[5].